# Janes Fighting Ships

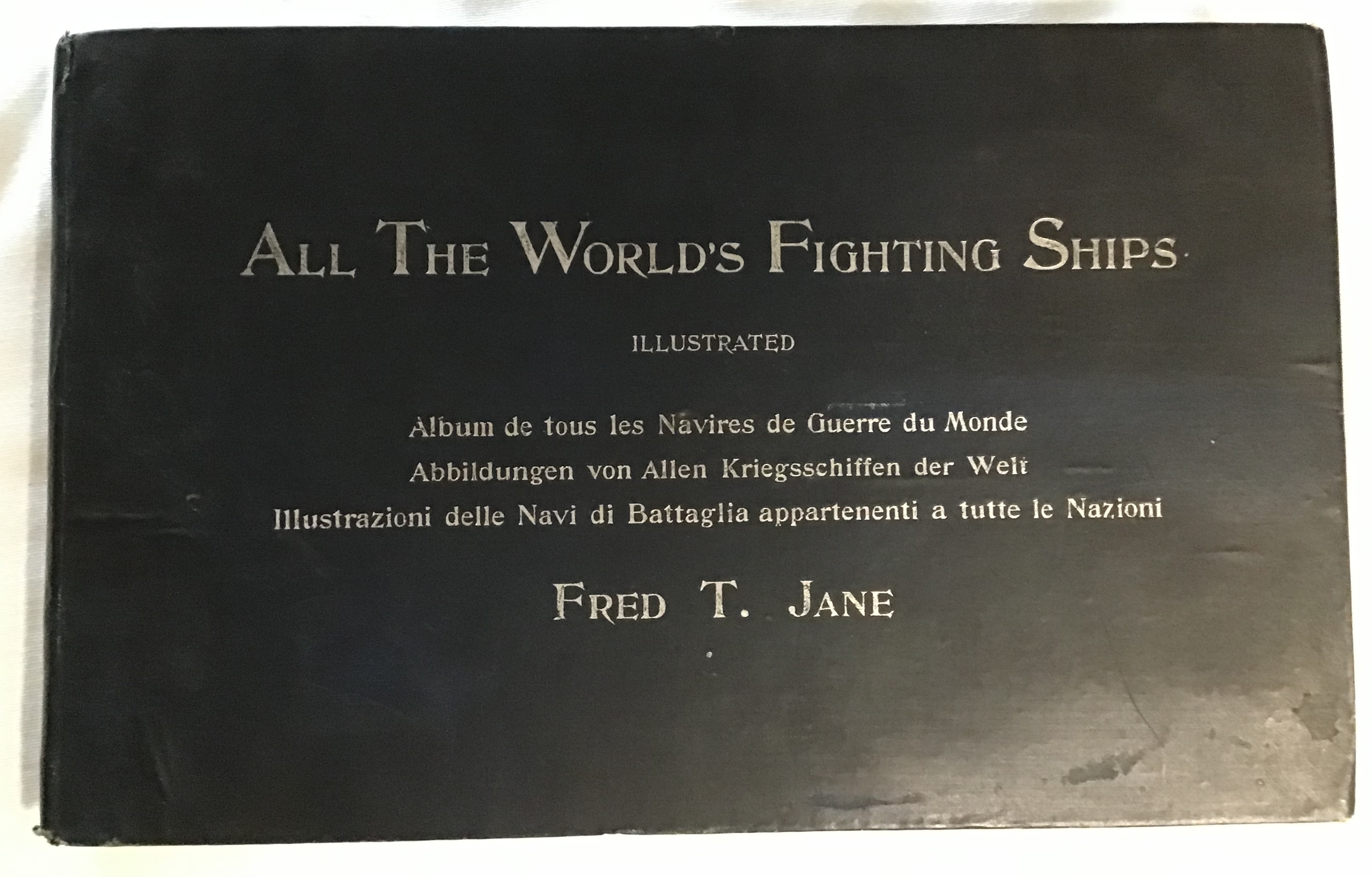
Bìa của ấn bản đầu tiên.

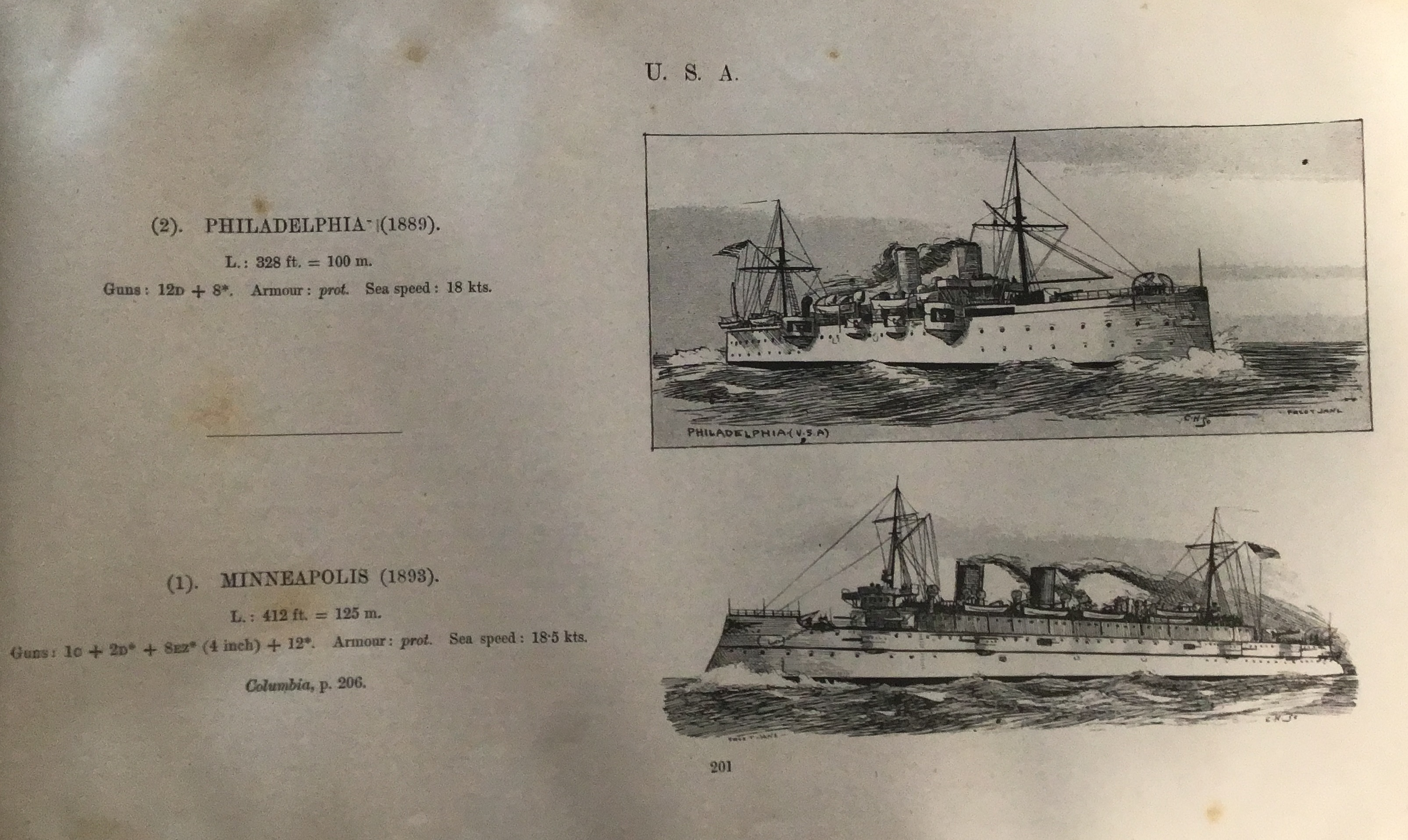
Hình minh họa của Fred T. Jane trên trang 201 trong ấn bản vào năm 1898.

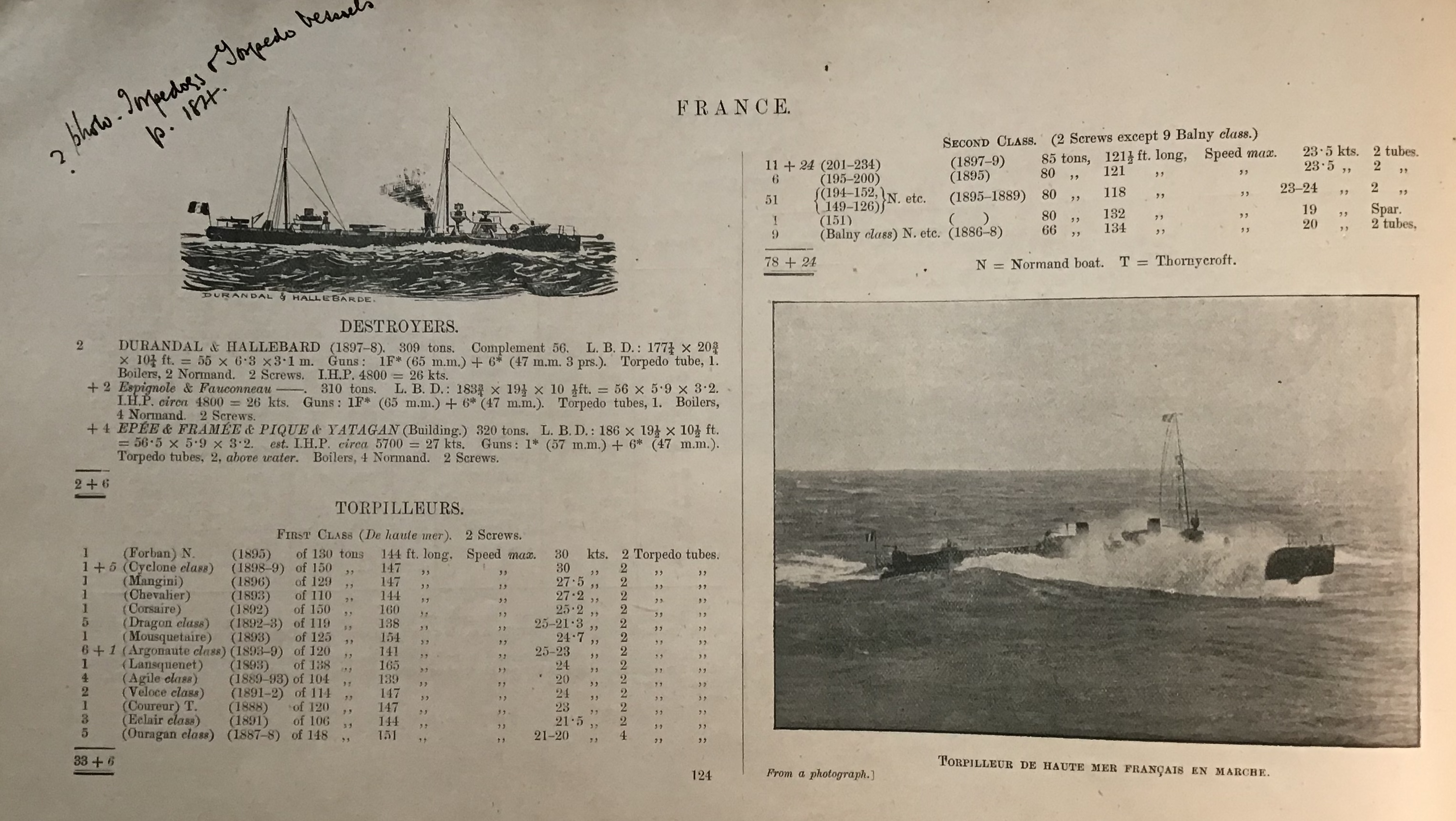
Bức ảnh đầu tiên trong cuốn Jane's Fighting Ships.

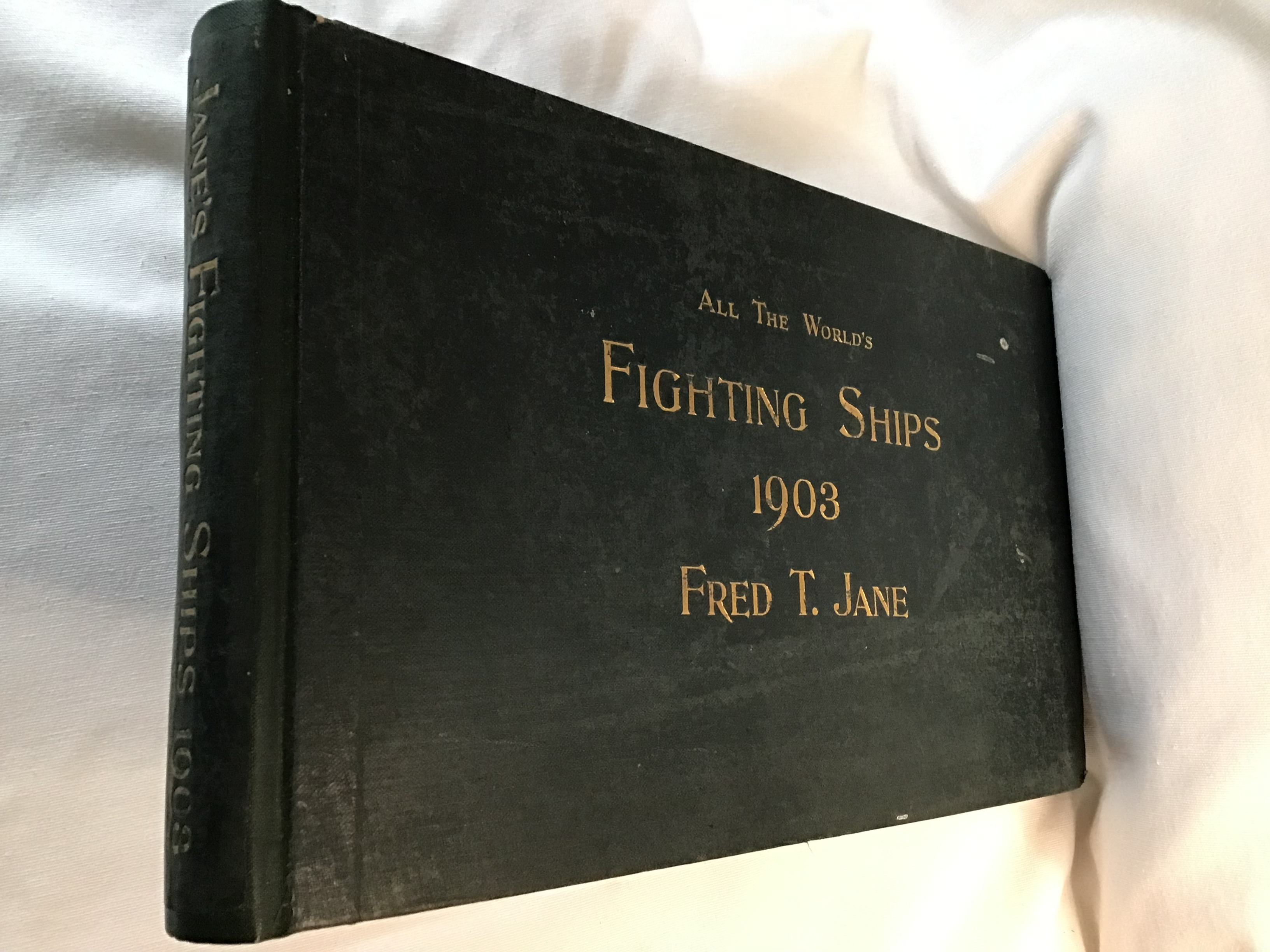
Ấn bản vào năm 1903.

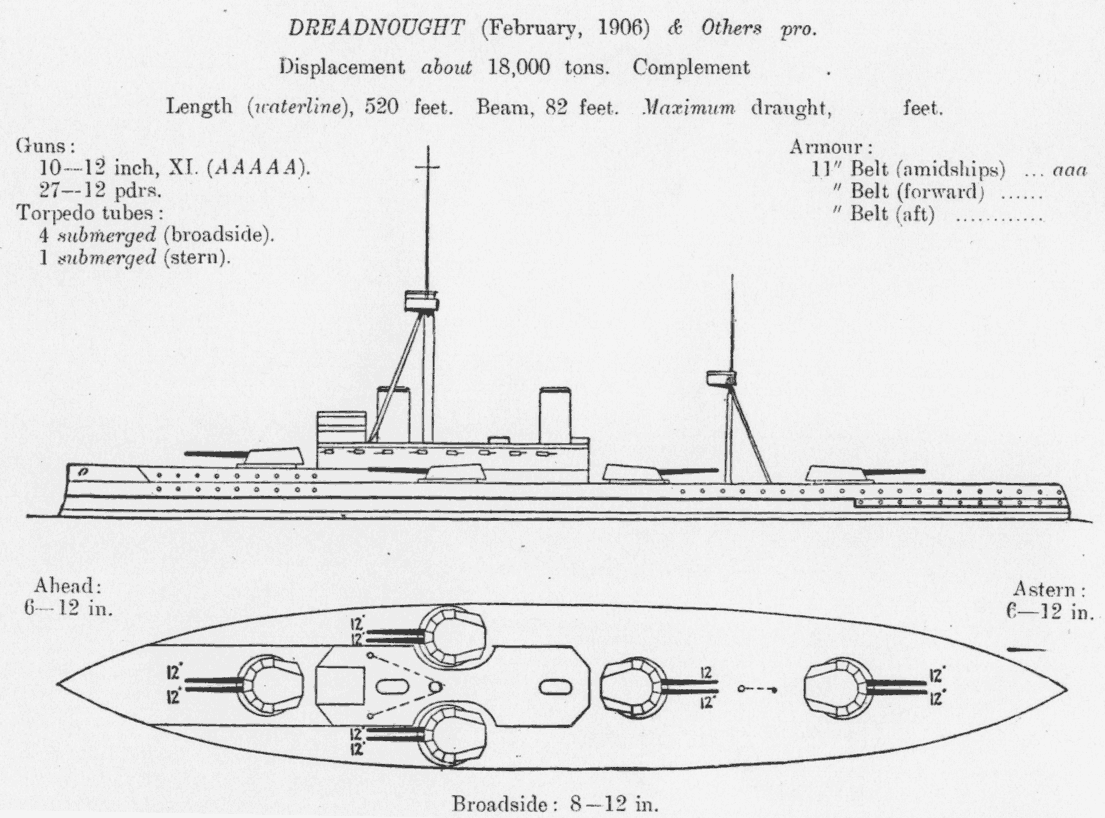
Sơ đồ của HMS Dreadnought từ ấn bản năm 1906–07.

Janes Fighting Ships là một cuốn sách tham khảo hàng năm về hải quân, lực lượng tuần duyên và các tàu chiến, vũ khí, máy bay của mỗi quốc gia. Cuốn sách cung cấp thông tin như tên tàu, dữ liệu xây dựng, kích thước, tốc độ, tầm hoạt động, số lượng người trên tàu, công nghệ, vũ khí và các cảm biến. Thông thường, sau mỗi phần sẽ có các bình luận liên quan. Ban đầu, nó được minh họa bằng các bản phác thảo mực do người sáng lập, Fred T. Jane (1865-1916), thực hiện. Họ "Jane" của ông là lý do khiến tiêu đề này trở nên đặc biệt.

## Biên tập viên
- 1898–1915: Fred T. Jane
- 1916–1917: Maurice Prendergast
- 1918–1922: Oscar Parkes với Maurice Prendergast
- 1923–1929: Oscar Parkes với Francis E. McMurtrie
- 1930–1934: Oscar Parkes
- 1935–1948: Francis E. McMurtrie
- 1949–1973: Raymond Blackman
- 1974–1988: Capt. John Moore (RN)
- 1988–2000: Capt. Richard Sharpe (RN)Ấn bản dạng in dọc đầu tiên.

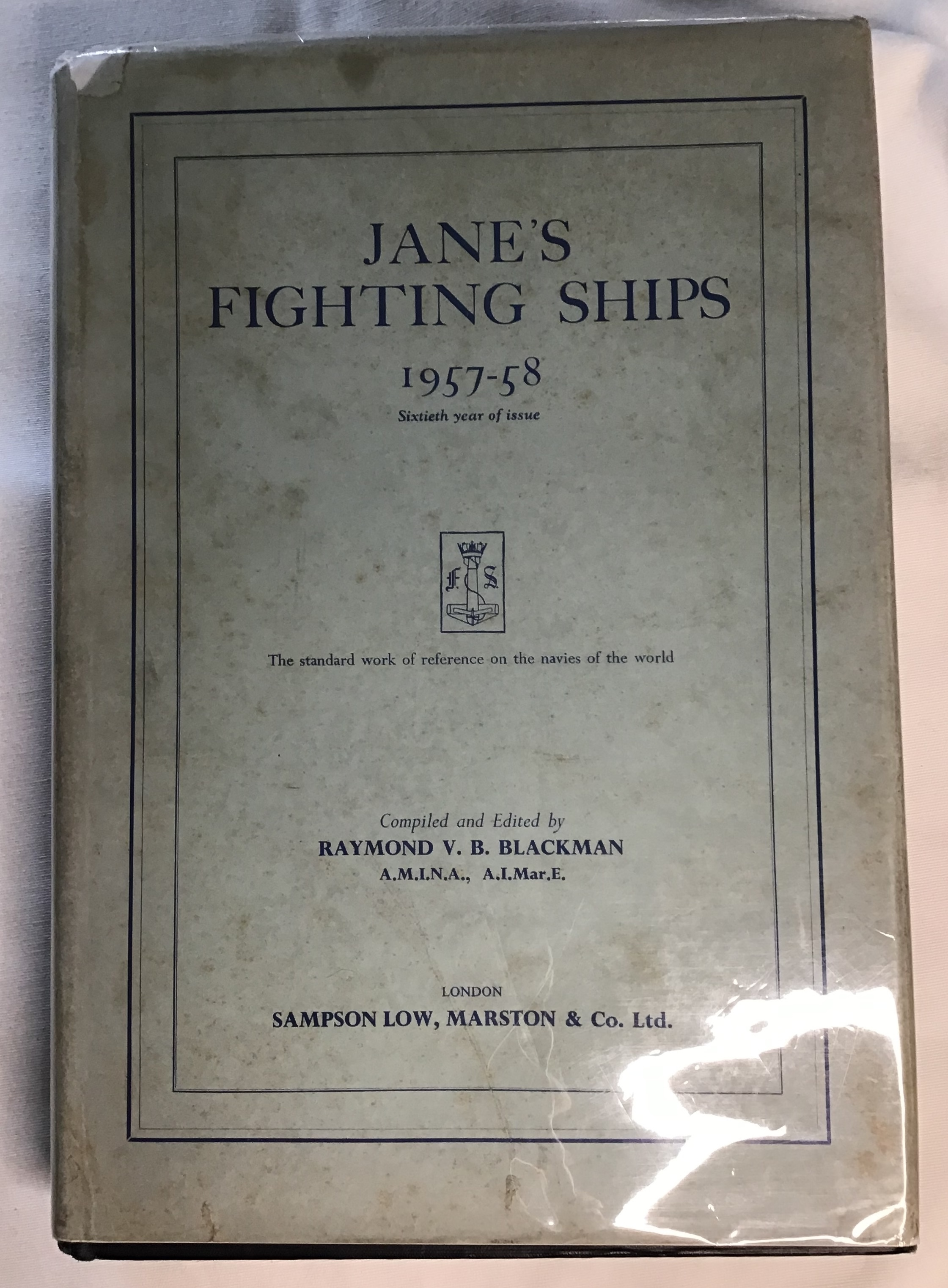
Ấn bản dạng in dọc đầu tiên.

- 2000–2017: Commodore Stephen Saunders (RN)
- 2018–nay: Alex Pape